# Арикемис (микрорегион)

Арикемис на карте.

Арикемис (порт. Microrregião de Ariquemes) — микрорегион в Бразилии, входит в штат Рондония. Составная часть мезорегиона Восток штата Рондония. Население составляет 171 150 человек на 2010 год. Занимает площадь 24 333,565 км². Плотность населения — 7,03 чел./км².

## Демография
Согласно сведениям, собранным в ходе переписи 2010 г. Национальным институтом географии и статистики (IBGE), население микрорегиона составляет:
| Полное население                             | Полное население                             | Полное население                             | Полное население                             | 171 150 |
| -------------------------------------------- | -------------------------------------------- | -------------------------------------------- | -------------------------------------------- | ------- |
| в том числе:                                 | Городское население                          | 114 615                                      | Процент городского населения, %              | 66,97   |
|                                              | Сельское население                           | 56 535                                       | Процент сельского населения, %               | 33,03   |
|                                              | Мужское население                            | 88 220                                       | Процент мужского населения, %                | 51,55   |
|                                              | Женское население                            | 82 930                                       | Процент женского населения, %                | 48,45   |
| Плотность населения, чел/км²                 | Плотность населения, чел/км²                 | Плотность населения, чел/км²                 | Плотность населения, чел/км²                 | 7,03    |
| Население микрорегиона в % к населению штата | Население микрорегиона в % к населению штата | Население микрорегиона в % к населению штата | Население микрорегиона в % к населению штата | 10,95   |

## Состав микрорегиона
В составе микрорегиона включены следующие муниципалитеты:
1. Алту-Параизу
2. Арикемис
3. Какауландия
4. Машадинью-д’Уэсти
5. Монти-Негру
6. Риу-Креспу
7. Вали-ду-Анари